# Staurotheca vervoorti
Staurotheca vervoorti är en nässeldjursart som först beskrevs av El Beshbeeshy 1991.  Staurotheca vervoorti ingår i släktet Staurotheca och familjen Sertulariidae. Inga underarter finns listade i Catalogue of Life.